# Derby di Milano
Derby di Milano (Milanoderbyt) eller Derby della Madonnina är en fotbollsmatch mellan de italienska toppklubbarna AC Milan och FC Internazionale Milano. Derbyt är ett av de mest prestigefyllda derbyna i fotboll idag. Derbyt spelas oftast i Serie A, där båda lagen oftast spelar (Inter har aldrig spelat i en lägre division), men derbyt förekommer även ibland i UEFA Champions League och Coppa Italia.
Derbyt kallas "Derby della Madonnina" för att hedra en av de mest kända turistattraktionerna i Milano, statyn av Jungfru Maria ovanpå Duomo di Milano, som kallas "Madonnina".

## Rivaliteten
16 december 1899 grundade Alfred Edwards m.fl. Milans cricket- och fotbollsklubb. Edwards, en engelsk f.d. vice-konsul i Milano och välkänd personlighet i de finare kretsarna, blev utsedd till klubbens första ordförande. Cricketsektionen styrdes av Edward Berra och fotbollssektionen av David Allison. Den första pokalen som vanns var Madaglia del Re (kungamedaljen) i januari 1900 och efter det tre ligamästerskap 1901, 1906 och 1907. Triumfen 1901 var särskilt relevant då den blev avslutet på en rad raka vinster av Genoa CFC som var de enda som hade vunnit ligan innan dess.
1908 skedde en tvist om huruvida man skulle värva utländska spelare eller inte, vilket ledde till en uppdelning och grundandet av Internazionale Milano. Det blev stor rivalitet mellan de två Milanoklubbarna och matcherna mellan lagen är än idag mycket viktiga för fansen och spelarna. Den största vinsten mellan de två lagen ägde rum 3 mars 1918 då AC Milan vann med 8–1 mot Inter. Förr i tiden sågs Inter som en klubb för överklassen (bourgeoisie) och fick smeknamnet bauscia, som betyder ungefär "skrytmåns". AC Milan sågs som raka motsatsen, arbetarklasslaget med smeknamnet casciavid, vilket betyder "skruvmejsel", och stöddes huvudsakligen av arbetare, handlare och syditalienare. På senare tid har dock den aspekten av klubbarna försvunnit mer och mer, eftersom AC Milan numera ägs av Silvio Berlusconi och Inter av Massimo Moratti, en center-/vänsterpolitisk affärsman.
Under 1960-, 1970- och 1980-talet var Inter den mest framgångsrika av de två klubbarna och vann under 1960-talet bl.a. tre interkontinentalcuper. Under sena 1980-talet och 1990-talet blev dock AC Milan det dominanta laget med en mängd vinster i Italien och Europa.

## Mazzola- och Rivera-åren
Under 1960-talet hettades derbyt upp ytterligare då två superstjärnor kom till de två Milano-klubbarna. Sandro Mazzola, son till Torino FC-spelaren Valentino Mazzola (som tillsammans med många andra dog i Supergaolyckan 1949 efter att ha dominerat i Serie A under fyra säsonger). AC Milan värvade samtidigt Gianni Rivera, med smeknamnet guldpojken. Det här innebar fantastiska derbymatcher mellan rivalerna. AC Milan vann Europeiska cupen 1962/1963 och Inter vann de två åren efter det och Milan vann återigen 1968/1969. Under denna framgångsrika tid för de två lagen tränades Milan av Nereo Rocco och Inter av Helenio Herrera och båda lagen hade flera stora fotbollsstjärnor.
Rivaliteten fortsatte i italienska landslaget där Mazzola och Rivera sällan spelade samtidigt och den ene ofta böts ut i halvtid mot den andre. Mazzola fick äran att spela från start i VM-finalen 1970 mot Brasilien (där Italien förlorade med 1–4). Rivera fick komma in först i 88:e minuten efter att Italien i praktiken redan hade förlorat. Många tränare och fans såg det som ett stort misstag av landslagstränaren Ferruccio Valcareggi, då de ansåg att den mer dynamiska Rivera kunde ha vänt matchen.

## 1990-talet och framåt
Ännu en stor derbyålder skedde under det sena 1980-talet och tidiga 1990-talet då de nederländska Marco van Basten, Frank Rijkaard och Ruud Gullit spelade för AC Milan medan tyska Andreas Brehme, Jürgen Klinsmann och Lothar Matthäus spelade för Inter. Trots att AC Milan under den här tiden dominerade både inhemsk och europeisk fotboll minns man denna tids rivalitet främst för VM-matchen 1990 då Nederländerna var en av favoriterna i mästerskapet efter att ha vunnit guld i EM 1988 och den nederländska trion tillsammans med AC Milan vann europeiska cupen 1989 och 1990. VM-matchen i åttondelsfinalen spelades på Stadio Giuseppe Meazza, Milano-lagens hemmaplan och den glödheta matchen sågs av många fans som ett derby på internationell nivå. Nederländernas Rijkaard fick rött kort efter att ha spottat på tysken Rudi Völler och Tyskland vann till slut matchen med 2–1 efter mål av Interspelarna Klinsmann och Brehme.
Milan fortsatte dock sina stora framgångar och byggde upp sitt lag under Fabio Capellos styre och fick snart smeknamnet "de oövervinneliga". Milan vann sin femte europeiska cuptitel då de besegrade FC Barcelonas drömlag med 4–0 och Capellos lag nådde europeiska cupfinalen tre år i rad.
Inters långa väntan på en stor titel började redan 1989 och väntan tog inte slut förrän 2006 då Serie A-skandalen gjorde att Juventus FC fråntogs sin titel vilket gav Inter pokalen. Inter vann även Serie A 2007 då de slog nytt rekord med 17 raka vinstmatcher där de på vägen dit slog Milan i båda matcherna mot rivalerna.

## Champions League 2004/2005
Den kanske mest kända derbymatchen mellan Milan och Inter var den andra delmatchen i kvartsfinalen i Champions League 12 april 2005. Milan ledde med 1–0 (då sammanlagt 3–0) tack vare ett tidigt mål av Andrij Sjevtjenko och ett mål av Interspelaren Esteban Cambiasso dömdes bort i andra halvlek. Det gjorde Inters mest fanatiska supportrar rasande, speciellt då domaren Markus Merk varnade Cambiasso sekunder senare. Varningen berodde på att Cambiasso hade klagat på domaren för en varning han utdelade till en annan Interspelare för en foul mot Milans målvakt Dida. Flaskor och annat skräp började hagla in på fotbollsplanen men förvärrades snart till lysraketer. Då Dida rensade straffområdet från skräp för att sparka ut bollen träffades han av en lysraket på högra axeln varpå Merk stoppade matchen i 74:e minuten. Efter 35 minuters väntan på att brandmän skulle rensa bort lysraketerna från planen återupptogs matchen. Dida kunde dock inte fortsätta spela och ersattes av Christian Abbiati. Mindre än en minut senare avbröt Merk matchen då lysraketer fortsatte hagla in på planen och Merk gav Milan segern med 3–0, sammanlagt 5–0, vilket gav dem en plats i semifinalen.
Dida fick första gradens brännskador på sin högra axel, men kunde ändå spela efter matchen. Inter bötfälldes med 200 000 euro, den högsta bötessumman någonsin inom UEFA. Under sina fyra första matcher i Champions League 2005/2006 fick Inter spela utan publik som ytterligare straff.

## Matchresultat
Denna tabell visar den sammanlagda statistiken från mötena mellan Inter och AC Milan. Senast uppdaterad 22 december 2013.
|                         | Intervinster | Oavgjorda | Milanvinster | Antal matcher | Intermål | Milanmål |
| Mästerskap              | 68           | 53        | 60           | 181           | 263      | 242      |
| Coppa Italia            | 7            | 7         | 9            | 23            | 22       | 32       |
| Champions League        | 1            | 2         | 2            | 4             | 1        | 4        |
| Övriga officiella möten | 1            | 0         | 2            | 3             | 4        | 5        |
| Sammanlagt              | 76           | 62        | 73           | 211           | 290      | 285      |